# Alan Davis
Alan Davis (Corby, 18 giugno 1956) è un fumettista britannico.
Prima di approdare alle serie Marvel americane, Alan Davis ha realizzato (prima con Alan Moore, poi da solo) una celebrata serie di storie di Capitan Bretagna per la filiale inglese della "Casa delle Idee".
Come disegnatore e scrittore ha poi legato il suo nome ad alcuni dei personaggi più popolari dell'Universo Marvel, gli X-Men e i Fantastici Quattro,  ma soprattutto al gruppo mutante Excalibur, del quale è stato il creatore insieme a Chris Claremont.